# محمدعلی طالبی (سیاستمدار)
محمدعلی طالبی (زادهٔ ۱۳۵۲) سیاستمدار ایرانی است که از آبان ۱۴۰۳ در دولت چهاردهم به‌عنوان استاندار کرمان فعالیت می‌کند. وی پیش‌تر در دولت دوازدهم از سال‌ ۱۳۹۷ تا ۱۴۰۰ استاندار یزد بود.

## تحصیلات
طالبی دانش‌آموخته مقطع کارشناسی علوم سیاسی دانشگاه تهران، فوق لیسانس علوم سیاسی در دانشگاه اصفهان و دکترای علوم سیاسی دانشگاه شهید بهشتی است.

## سوابق
محمدعلی طالبی رئیس دبیرخانه شورای جوانان استان، بخشدار مرکزی، معاون فرماندار و سرپرست فرمانداری شهرستان خاتم، مشاور معاون سیاسی و امنیتی استاندار در امور شوراها، معاون و سرپرست دفتر امور اجتماعی و انتخابات استانداری و معاون سیاسی، امنیتی و اجتماعی استانداری یزد را در کارنامه کاری خود به ثبت رسانده‌است.